# Ginatilan
Ginatilan is een gemeente in de Filipijnse provincie Cebu. Bij de census van 2015 telde de gemeente bijna 16 duizend inwoners.

## Geografie

### Bestuurlijke indeling
Ginatilan is onderverdeeld in de volgende 14 barangays:
| - Anao - Cagsing - Calabawan - Cambagte - Campisong - Canorong - Guiwanon | - Looc - Malatbo - Mangaco - Palanas - Poblacion - Salamanca - San Roque |

## Demografie
Ginatilan had bij de census van 2015 een inwoneraantal van 15.919 mensen. Dit waren 592 mensen (3,9%) meer dan bij de vorige census van 2010. Ten opzichte van de census van 2000 was het aantal inwoners gegroeid met 1.846 mensen (13,1%). De gemiddelde jaarlijkse groei in die periode kwam daarmee uit op 0,81%, hetgeen lager was dan het landelijk jaarlijks gemiddelde over deze periode (1,72%).

De bevolkingsdichtheid van Ginatilan was ten tijde van de laatste census, met 15.919 inwoners op 70,1 km², 227,1 mensen per km².